# Alessandro Gherardi
Alessandro Gherardi (* 8. Juli 1844 in Florenz; † 8. Januar 1908 ebenda) war ein italienischer Archivar und Historiker.

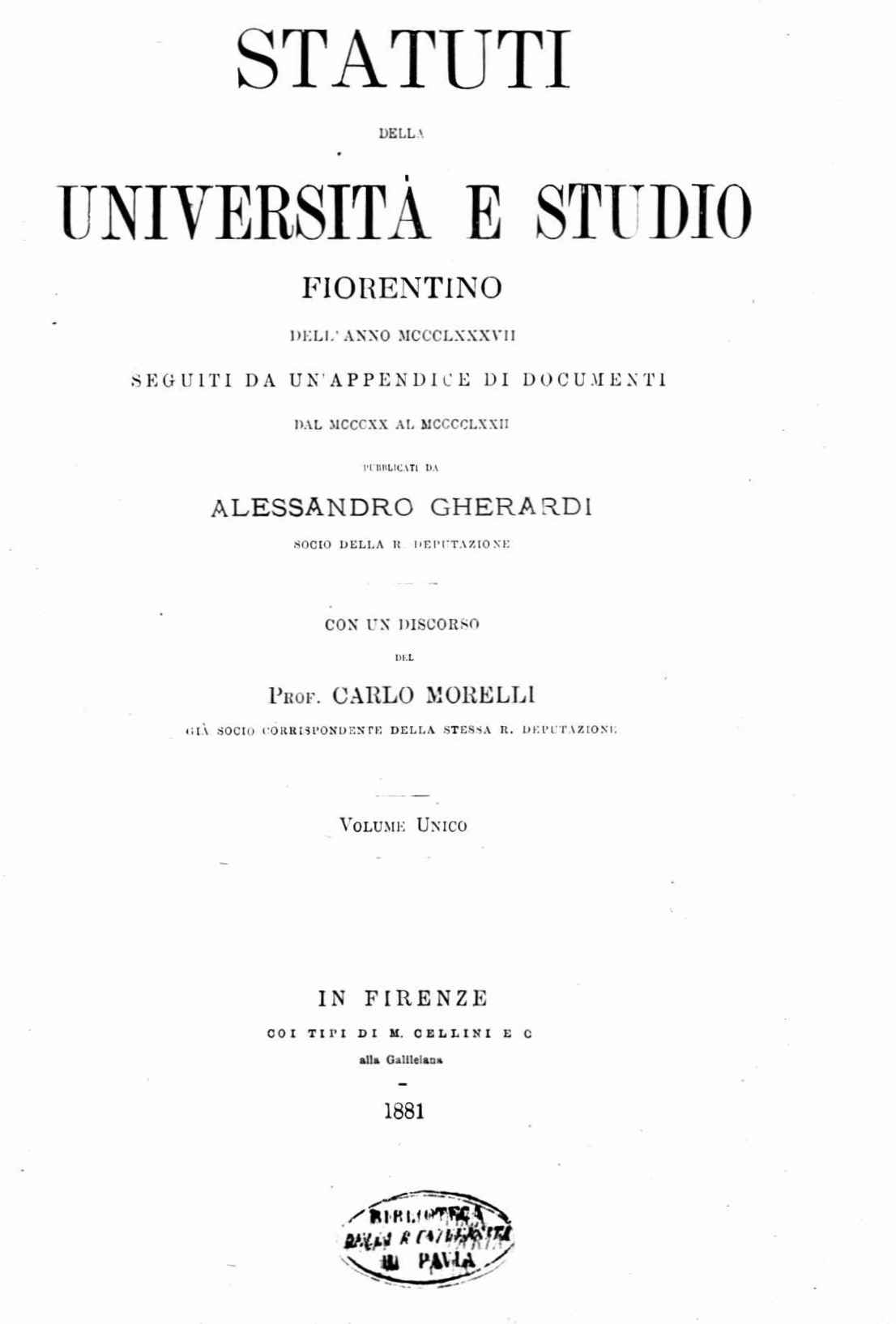
Statuti della Università e studio fiorentino dell’anno 1387, 1881

## Leben und Wirken
Er wurde 1844 in Florenz geboren, seine Eltern waren  Ferdinando Gherardi und Assunta Burzagli.
1861 wurde er als Lehrling am Staatsarchiv von Florenz zugelassen, wo er die Schule für Paläographie und Diplomatik besuchte. 1903 wurde er Direktor des Archivs.
1896–1898 veröffentlichte er seine erste Serie der Consulte della Repubblica Fiorentina dall'anno 1280 al 1298, mit welcher er den Preis der Accademia delle Scienze in Torino gewann.
Er war Mitglied verschiedener Assoziationen und Akademien, unter anderem der Accademia Colombaria im Jahr 1868 und der Accademia della Crusca 1897.
Er starb 1908 in Florenz.

## Werke
- Statuti della Università e studio fiorentino dell’anno 1387. Tipografia Galileiana, Florenz 1881.